# Rosolio
Il rosolio è un tipo di liquore, o meglio una soluzione liquorosa, particolarmente diffusa nell'Italia rinascimentale, soprattutto alla corte di Caterina de' Medici, che ne esportò l'uso persino nella Francia dei suoi tempi.

## Caratteristiche
È diffuso soprattutto in Piemonte, Campania, Sicilia. Nel cuore verde d'Italia viene utilizzato sin dall'antichità da offrire agli ospiti e nei preparati dolciari. Quello più antico è il rosolio francescano preparato nella zona di Assisi con petali di rosa. Nell'isola siciliana, dove sin dal Cinquecento veniva prodotto in casa e offerto agli ospiti in segno di buon augurio, sono state sperimentate varie ricette di rosolio, tra cui quelle con agrumi, caffè, anice, menta, cannella e pistacchio.
Il Vocabolario della Lingua Italiana di Nicola Zingarelli  definisce il rosolio come “liquore preparato con alcol, zucchero e acqua nella stessa proporzione, con in più un'essenza che gli dà nome”: quindi, rosolio alla rosa, rosolio alla menta, ecc. L'etimologia che gli attribuisce è quella di ros solis; cioè rugiada di sole. Drosera e rosolida provengono dal greco col significato di coperto di rugiada, infatti le drosere sembrano essere ricoperte di rugiada. Con la Drosera rotundifolia L. la farmacopea faceva un elisir denominato ros solis, originario della Dalmazia.. La parola ros solis si sviluppò in rosolio, interpretato come liquore fatto con delle rose. Di conseguenza i petali delle rose servono a poco nella definizione del nome. 
A Ficarra, in provincia di Messina, una particolare ricetta consigliava di prepararlo imbottigliando insieme l'alcool (a cui erano stati precedentemente aggiunte le scorze di tre arance macerate per quaranta giorni e della vaniglia) e uno sciroppo realizzato semplicemente con zucchero e acqua, tenendo il tutto in infusione per una settimana,
Il liquore Concerto è un tipo di rosolio prodotto nella cittadina di Tramonti, nella costiera amalfitana.

## Riconoscimenti
Il Piemonte ha ottenuto dal ministero il riconoscimento del rosolio tra i Prodotti agroalimentari tradizionali regionali.